# Cape Krusenstern National Monument
Het Cape Krusenstern National Monument is een federaal beschermd natuurgebied in Northwest Arctic Borough in de Amerikaanse staat Alaska, ten noorden van de noordpoolcirkel. Het is een op 1 december 1978 door president Jimmy Carter erkend nationaal monument. Het monument heeft een beschermde oppervlakte van 2.626,8 km² die beheerd wordt door de National Park Service. Het is een toendralandschap met veel drasland waar permafrost heerst. Een van de blikvangers in de fauna naast de vele kustvogels zijn de muskusossen.
Cape Krusenstern werd als Cape Krusenstern Archeological District op 7 november 1973 ook al erkend als National Historic Landmark en toegevoegd aan het National Register of Historic Places.
Cape Krusenstern is vernoemd naar ontdekkingsreiziger Adam Johann von Krusenstern en is een kaap waar de noodkustlijn van de Kotzebue Sound overgaat in de westelijk gelegen Tsjoektsjenzee.